# Dionís el Savi
|  | «Dionisius» redirigeix aquí. Vegeu-ne altres significats a «Dionís (desambiguació)». |

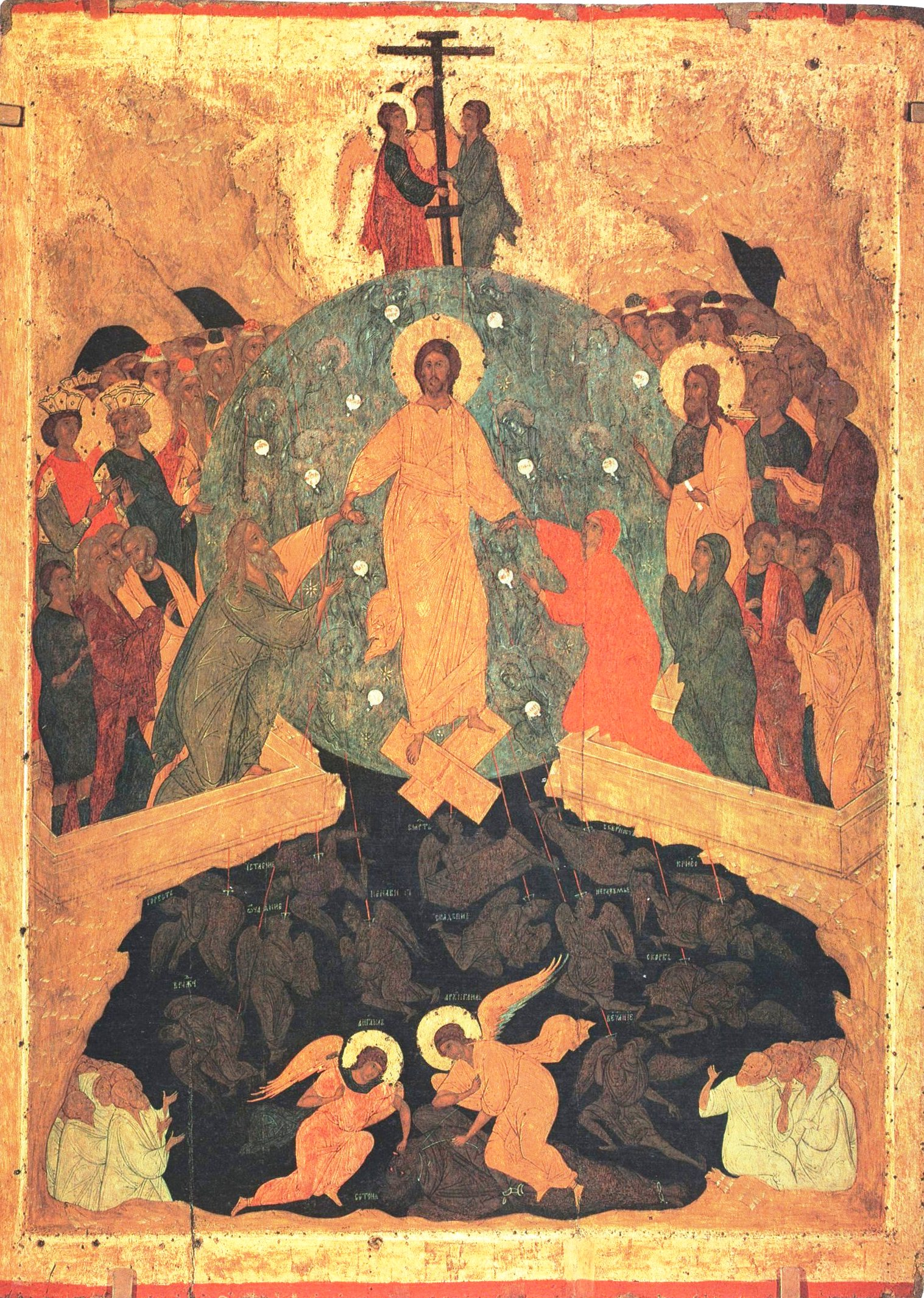
Icona de Dionís el Savi que representa la davallada de Crist als inferns, del monestir de Ferapóntov

Dionís el Savi o simplement Dionís (en rus Дионисий, Dionisi), també conegut com a Dionisius (ca. 1440 – 1502), és considerat el capdavanter de l'escola moscovita de pintors d'icones en el pas del segle xv al XVI. El seu estil de pintura és anomenat de vegades el «manierisme moscovita».
El primer encàrrec important de Dionís fou una sèrie d'icones per a la catedral de la Dormició del Kremlin de Moscou, dut a terme el 1481. Les figures de les seves icones són famoses pel seu allargassament, les mans i els peus diminuts i les cares serenes i tranquil·les.
Entre els seus nombrosos patrons, rics i notables, només Josep de Volokolamsk ja li va encarregar ell tot sol que pintés més d'una vuitantena d'icones, especialment per als monestirs de Iósifo-Volokolamski i Pavlo-Obnorski.
L'obra més gran i ben conservada de Dionís és el monumental fresc de la catedral de la Nativitat de la Mare de Déu del monestir de Ferapóntov (1495–96). Els frescos, que representen escenes de la vida de la Mare de Déu en colors singularment purs i suaus, estan impregnats d'un tarannà solemne i festiu.
L'obra al monestir de Ferapóntov fou realitzada per Dionís en col·laboració amb els seus fills i deixebles, que van continuar la tradició de Dionís després de la mort del mestre. El seu fill Feodosi va pintar la catedral de l'Anunciació del Kremlin de Moscou el 1508. Com que son pare no va prendre part en aquest encàrrec tan important, es creu que havia mort poc abans d'aquesta data.